# Поющие под дождём (мюзикл)
«Пою́щие под дождём» (англ. Singin' in the Rain) — мюзикл на либретто Бетти Комден и Адольфа Грина, слова Артура Фрида и музыку Насио Херба Брауна, основанный на одноимённом фильме 1952 года. Мировая премьера состоялась 30 июня 1983 года в театре «Палладиум» лондонского Вест-Энда.

## История
Оригинальная лондонская постановка была осуществлена театральной компанией Harold Fielding's stage productions в театре «Палладиум» в Вест-Энде 30 июня 1983 года, её прокат длился по сентябрь 1985-го. Бродвейская премьера, для которой мюзикл был значительно переработан, состоялась 2 июля 1985 года в театре «Гершвин». Здесь «Поющие под дождём» показал 405 спектаклей, включая 38 превью, и закрылся 18 мая 1986 года.
В 1994 году версия 1983 года была адаптирована для тура по городам Великобритании, который завершился в конце 1995-го. Спустя четыре года новая постановка «Поющих под дождём» была предпринята в театре Уэст-Йоркшира — здесь она игралась с декабря 1999 по февраль 2000, затем, со 2 июня по 20 июля 2000 года и с 18 декабря по 27 января 2001 года, её прокат проходил в лондонском Королевском национальном театре.
Летом 2004 года лондонский театр «Сэдлерс-Уэллс» представил свою версию мюзикла. Хореографом и исполнителем роли Дона Локвуда выступил танцовщик Адам Купер.
В 2011 году компания «Стейдж Энтертейнмент» создала новую версию мюзикла с хореографией Эндрю Райта. Постановка стартовала в театре британского города Чичестера. В труппу вошёл и Адам Купер (Дон Локвуд). Получив положительные отзывы и награду WhatsOnStage за лучшую хореографию, мюзикл был представлен в Дворцовом театре Вест-Энда в феврале 2012 года. Стационарный прокат завершился 8 июня 2013 года, 9 ноября мюзикл начал тур по городам Великобритании. В марте 2015 года двухнедельные гастроли мюзикла состоялись в парижском театре «Шатле».
Премьера российской версии мюзикла, подготовленной той же «Стейдж Энтертейнмент» состоялась в Москве в театре «Россия» 3/4 октября 2015 года — для её презентации были приглашены артисты лондонской труппы. Главные роли в постановке исполняют Станислав Чунихин (Дон Локвуд), Анастасия Стоцкая (Лина Ламонт), Юлия Ива (Кэти Селден), Роман Аптекарь (Космо Браун). В спектакле также участвуют телеведущие Татьяна Лазарева (Дора Бейли), и Михаил Шац (Роско Декстер), Сергей Колесников (Р. Ф. Симпсон), Олег Масленников (Р. Ф. Симпсон), Елена Войновская (Дора Бейли), Анна Николаевская (Лина Ламонт), Антон Ушаков (Роско Декстер).
В 2017 году «Поющих под дождём» поставили в Будапештском театре оперетты. Официальная премьера прошла на Музыкальном фестивале в Сегеде в августе 2016 года.

## Музыкальные партии

### Бродвей
| Акт I - «Увертюра» — Оркестр - «Fit as a Fiddle» — Дон Локвуд и Космо Браун - «Beautiful Girl» — Дон Локвуд и поклонники - «I’ve Got a Feelin' You’re Foolin'» — Кэти Селдон - «Make 'Em Laugh» — Космо Браун - «Hubbub» — Космо Браун - «You Are My Lucky Star» — Дон Локвуд и Кэти Селдон - «Moses Supposes» — Дон Локвуд и Космо Браун - «Good Mornin'» — Дон Локвуд, Кэти Селдон и Космо Браун - «Singin' in the Rain» — Дон Локвуд | Акт II - «Увертюра второго акта» — Оркестр - «Wedding of the Painted Doll» — Ансамбль - «Rag Doll» — Ансамбль - «Temptation» — Ансамбль - «Takin' Miss Mary to the Ball» — Ансамбль - «Love is Where You Find It» — Ансамбль - «Would You?» — Кэти Селдон - «Broadway Rhythm» — Все - «Blue Prelude» — Все - «Would You?» (реприза) — Кэти Селдон - «You Are My Lucky Star» — Дон Локвуд, Кэти Селдон и ансамбль - «Singin' in the Rain» (реприза) — Все |

### Чичестер / Лондон (2012)
| Акт I - «Увертюра» — Оркестр - «Fit As A Fiddle» — Дон Локвуд и Космо Браун - «The Royal Rascal» — Оркестр - «You Stepped Out Of A Dream» — Дон Локвуд - «All I Do Is Dream Of You» — Кэти Селдон - «You Stepped Out Of A Dream» (реприза) — Дон Локвуд - «Make 'Em Laugh» — Дон Локвуд - «Beautiful Girls» — Тенор и женский хор (включая Кэти Селдон) - «You Are My Lucky Star» — Кэти Селдон - «You Were Meant For Me» — Дон Локвуд и Кэти Селдон - «Moses Supposes» — Дон Локвуд и Космо Браун - «Moses Supposes» (реприза) — Все - «Good Morning» — Дон Локвуд, Кэти Селдон и Космо Браун - «Singin' In The Rain» — Дон Локвуд | Акт II - «Увертюра второго акта» — Оркестр - «Good Morning» (реприза) — Все - «Would You?» — Кэти Селдон - «What’s Wrong With Me?» — Лина Ламонт - «The Broadway Ballet (aka Broadway Rhythm)» — Дон Локвуд, Космо Браун - «Would You?» (реприза) — Кэти Селдон (озвучивая Лину) и Космо Браун - «You Are My Lucky Star» (реприза) — Дон Локвуд и Кэти Селдон - «Singin' In The Rain» (финал) — Все - "Exit Music — Оркестр |

### Саундтрек
Саундтрек первой лондонской постановки на CD вышел в 1984 году. Он состоял всего из 13 композиций. Альбом повторно выпускался в 1993 и 2003 годах.
| №   | Название                             | Исполнитель                           | Длительность |
| --- | ------------------------------------ | ------------------------------------- | ------------ |
| 1.  | «Overture» (score)                   |                                       | 2:16         |
| 2.  | «Fit As a Fiddle»                    | Томми Стил и Рой Касл                 | 1:42         |
| 3.  | «Temptation»                         | Сара Пейн, Томми Стил и ансамбль      | 3:44         |
| 4.  | «I can't give you anything but love» | Даниэль Карсон                        | 2:02         |
| 5.  | «Be a clown»                         | Рой Касл                              | 2:23         |
| 6.  | «Too marvellous for words»           | Все                                   | 3:43         |
| 7.  | «You Are My Lucky Star»              | Томми Стил                            | 3:19         |
| 8.  | «Moses Supposes»                     | Томми Стил и Рой Касл                 | 2:44         |
| 9.  | «Good Morning»                       | Томми Стил, Рой Касл и Даниэль Карсон | 2:35         |
| 10. | «Singin' in the Rain»                | Томми Стил                            | 3:33         |
| 11. | «Would you?»                         | Даниэль Карсон                        | 1:42         |
| 12. | «Fascinating rhythm»                 | Томми Стил и ансамбль                 | 4:44         |
| 13. | «Finale»                             | Все                                   | 2:06         |

Выход оригинального саундтрека возрождённой лондонской постановки от «Stage Entertainment United Kingdom» состоялся 13 августа 2012 года. В альбом вошли 19 основных композиций.
| №   | Название                          | Исполнитель                                     | Длительность |
| --- | --------------------------------- | ----------------------------------------------- | ------------ |
| 1.  | «Overture» (score)                |                                                 | 3:36         |
| 2.  | «Fit As a Fiddle»                 | Даниэль Кроссли и Адам Купер                    | 1:50         |
| 3.  | «You Stepped Out Of A Dream»      | Адам Купер                                      | 2:43         |
| 4.  | «All I Do»                        | Скарлетт Страллен                               | 1:26         |
| 5.  | «Make 'Em Laugh»                  | Даниэль Кроссли                                 | 3:09         |
| 6.  | «Beautiful Girl»                  | Дэвид Лукас                                     | 2:53         |
| 7.  | «You Are My Lucky Star»           | Скарлетт Страллен                               | 2:14         |
| 8.  | «You Were Meant for Me»           | Адам Купер                                      | 4:49         |
| 9.  | «Moses Supposes»                  | Адам купер                                      | 3:27         |
| 10. | «Good Morning»                    | Адам Купер, Даниэль Кроссли и Скарлетт Страллен | 3:45         |
| 11. | «Singin' in the Rain»             | Адам Купер                                      | 4:49         |
| 12. | «Entr'acte» (score)               |                                                 | 1:18         |
| 13. | «Good Morning» (реприза)          | Все                                             | 1:21         |
| 14. | «Would You?»                      | Скарлетт Страллен                               | 1:34         |
| 15. | «What's Wrong With Me?»           | Катарина Кингсли                                | 2:44         |
| 16. | «Broadway Ballet»                 | Даниэль Кроссли, Адам Купер и ансамбль          | 11:10        |
| 17. | «You Are My Lucky Star» (реприза) | Скарлетт Страллен и Адам Купер                  | 1:34         |
| 18. | «Singin' in the Rain» (реприза)   | Все                                             | 2:21         |
| 19. | «Playout» (score)                 |                                                 | 1:15         |

## Реакция

### Кассовые сборы
Бродвейская постановка мюзикла за 405 спектаклей собрала 13,3 млн долларов США. На протяжении всего проката «Поющие под дождём» входил в первую десятку еженедельного бродвейского чарта. Мюзикл посмотрели 441579 зрителей.

## Награды и номинации

### Вест-Энд (1983)
| Год  | Премия                  | Категория                     | Номинант(ы) | Результат |
| ---- | ----------------------- | ----------------------------- | ----------- | --------- |
| 1986 | «Премия Лоренса Оливье» | Лучшая женская роль в мюзикле | Сара Пейн   | Номинация |

### Бродвейская постановка
| Год  | Премия | Категория                     | Номинант(ы)                | Результат |
| ---- | ------ | ----------------------------- | -------------------------- | --------- |
| 1986 | «Тони» | Лучшее либретто для мюзикла   | Бетти Комден и Адольф Грин | Номинация |
| 1986 | «Тони» | Лучшая мужская роль в мюзикле | Дон Коррейя                | Номинация |

### Лондон (2000)
| Год  | Премия                  | Категория                           | Номинант(ы)      | Результат |
| ---- | ----------------------- | ----------------------------------- | ---------------- | --------- |
| 2001 | «Премия Лоренса Оливье» | Лучший возобновлённый мюзикл        |                  | Победа    |
| 2001 | «Премия Лоренса Оливье» | Лучшая мужская роль в мюзикле       | Пол Робинсон     | Номинация |
| 2001 | «Премия Лоренса Оливье» | Лучшая роль второго плана в мюзикле | Ребекка Торнхилл | Номинация |
| 2001 | «Премия Лоренса Оливье» | Лучшая хореография                  | Стивен Меар      | Номинация |

### Вест-Энд (2012)
| Год  | Премия                  | Категория                                   | Номинант(ы)       | Результат |
| ---- | ----------------------- | ------------------------------------------- | ----------------- | --------- |
| 2012 | «Премия Лоренса Оливье» | Лучшая женская роль в мюзикле               | Скарлетт Строллен | Номинация |
| 2012 | «Премия Лоренса Оливье» | Лучшая женская роль второго плана в мюзикле | Катерина Кингсли  | Номинация |
| 2012 | «Премия Лоренса Оливье» | Лучшая хореография                          | Эндрю Райт        | Номинация |
| 2012 | «WhatsOnStage»          | Лучшая хореография                          | Эндрю Райт        | Победа    |